# 暗翅长蝽属
暗翅长蝽属（学名：Philomyrmex）为尖长蝽科的一个属。

## 下属物种
本属包括以下物种：
- 古北暗翅长蝽 Philomyrmex insignis Sahlberg, 1848[2]